# Larikrejo
Larikrejo is een bestuurslaag in het regentschap Kudus van de provincie Midden-Java, Indonesië. Larikrejo telt 1399 inwoners (volkstelling 2010).